# Lacinipolia olivacea
Lacinipolia olivacea är en fjärilsart som beskrevs av Morrison 1874. Lacinipolia olivacea ingår i släktet Lacinipolia och familjen nattflyn. Inga underarter finns listade i Catalogue of Life.